# Национальная библиотека Республики Казахстан
Национальная библиотека Республики Казахстан (каз. Қазақстан Республикасының Ұлттық кітапханасы) — национальное книгохранилище Казахстана, расположенное в городе Алматы.

## История
В 1910 году была основана Верненская городская библиотека имени Л. Н. Толстого. В 1920 году на её базе была организована Семиреченская областная публичная библиотека, которая была впоследствии переименована в Алма-Атинскую губернскую, а затем окружную библиотеку.
В 1931 году постановлением Президиума Центрального Исполнительного Комитета Советов КАССР от 12 марта 1931 г. «Об учреждении Государственной Публичной библиотеки КАССР» библиотека была преобразована в Государственную публичную библиотеку Казахской ССР. Библиотеке было присвоено имя А. С. Пушкина в знак увековечения памяти великого русского поэта и в связи со 100-летием со дня его смерти в Феврале 1937 года.
Вскоре библиотека стала крупнейшей в регионе, национальным книгохранилищем, координационным центром научно-методической и исследовательской работы в области библиотековедения и истории казахской книги, издания национальной библиографии. Библиотека А. С. Пушкина стала крупнейшим в Казахстане книгохранилищем, куда поступали экземпляры газет, журналов, и прочих государственных печатных изданий и книг со всего Советского Союза. Также в функции сотрудников библиотеки входила научная работа: переписка с крупнейшими библиотеками мира, архивные исследования, публикация трудов по библиотечному делу. Библиотека выполняла функции республиканского отраслевого органа научной информации по культуре и искусству. Книжный фонд, составлявший в 1931 году всего 64 тыс. печатных изданий, к 1982 году вырос до более 4 миллионов. Число читателей с 1940 по 1982 год выросло с 9 тыс. до 55 тыс. человек.
9 декабря 1991 года Постановлением Кабинета Министров Казахской ССР Государственная библиотека Казахской ССР имени А. С. Пушкина была переименована в Национальную библиотеку Казахской ССР, затем, после переименования Казахской ССР в Республику Казахстан, — в Национальную библиотеку Республики Казахстан, и тем самым приобрела государственную и общественную значимость как особо ценный объект культуры.
Национальная библиотека РК с 1992 года является членом Международной федерации библиотечных ассоциаций и учреждений (ИФЛА), Конференции директоров национальных библиотек (CDNL), с 1993 года — Некоммерческого партнёрства «Библиотечная Ассамблея Евразии» (БАЕ). С 2002 года возглавляет Казахстанский национальный комитет по программе ЮНЕСКО «Память мира», с 2008 года — региональный центр Основной программы ИФЛА/PAC (Сохранность и консервация).
Национальная библиотека и в настоящее время является крупнейшим научно-методическим центром библиотек Казахстана; депозитарий обязательного экземпляра произведений печати Казахстана; депозитарий Комитета по контролю в сфере образования и науки Министерства образования и науки РК кандидатских и докторских диссертаций по всем отраслям знаний, защищённых в Казахстане; депозитарий авторефератов стран СНГ; с 1993 г. — депозитарий научных диссертаций и изданий ЮНЕСКО, с 2005 г. — депозитарий литературы, изданной по Государственной программе «Культурное наследие»; с 2012 года -депозитарий изданий Ассамблеи народа Казахстана г. Алматы.
В 2020 году согласно указу Президента Республики Казахстан Касыма-Жомарт Токаева «О присвоении статуса „Национальной“ некоторым организациям культуры» с 20 ноября 2020 года Национальной библиотеке Республики Казахстан присвоен статус «Национальный». На данный момент книжный фонд национальной библиотеки РК насчитывает свыше 7 млн книг. Ежегодная посещаемость читателей составляет свыше 1 млн человек, книговыдача — около 2 млн.
В 2020 году в библиотеке к 175-летиювидного казахского поэта и просветителя Абая Кунанбаева открыт Литературный центр Абая, где проходят громкие чтения стихов Абая, обзоры литературы, различные мероприятия. Также с целью содействия ознакомлению и углублённому изучению научных трудов мыслителя и проведению мероприятий в библиотеке открылся Научный центр аль-Фараби, приуроченный к 1150-летию великого философа и мыслителя. Центр представляет собой постоянно действующую в открытом доступе выставку трудов аль-Фараби и изданий о нём.

## Директора
1. Ураз Джандосов (1931—1932)
2. Батен Жумабаев (1933—1937)
3. Мухтар Жангалин (1938—1942)
4. Елена Шмелева (1942—1963)
5. Назира Даулетова (1963—1987)
6. Роза Бердигалиева (1987—2003)
7. Мурат Ауэзов (2003—2007)
8. Орынбасар Исахов (2007—2011)
9. Гулиса Балабекова (2011—2014)[6]
10. Алибек Аскар (2014—2016)[7]
11. Жанат Сейдуманов (2016—2019)[8]
12. Бакытжамал Оспанова (2019—2025)
13. Газиза Нургалиева (с 2025)

## Здание
Здание, в котором располагается Национальная библиотека Республики Казахстан, было построено в 1970 году по проекту института Казгорстройпроект (архитекторы В. П. Ищенко, К. Н. Кальной, В. Н. Ким, Е. Кузнецов, инженеры В. Ангельский, А. Деев, Г. Стулов).
Библиотека представляет собой трёхэтажное здание с двумя внутренними двориками, которые служат световыми колодцами. В подвальном этаже находятся основное книгохранилище, подсобные и хозяйственные помещения. В северном корпусе находятся административные здания, южный корпус отдали под читальные залы. Несущими конструкциями здания являются сборно-монолитные железобетонные рамы, перекрытия выполнены из ребристых железобетонных плит, стены армоцементные, облегчённой конструкции с утеплителем из минерал ватных плит.
Ведущий к центральному входу пандус приподнимает здание над окружением, подчёркивая его монументальность. Строгое лаконичное решение фасадов способствует простоте и ясности архитектурно-планировочного решения, в основу которого положен принцип свободной планировки читальных залов. Условия глубокой тишины и комфорта в библиотеке обеспечены приёмами акустической тишины.
В библиотеке имеется 14 специализированных залов вместимостью 1500 мест.
В 1982 году здание библиотеки было включено в Список памятников истории и культуры Казахской ССР республиканского значения.